# Blasconuño
Blasconuño es un despoblado de la provincia de Soria, partido judicial de Soria ,  Comunidad Autónoma de Castilla y León, España. Es una granja de Tardajos de Duero, de la comarca de Soria perteneciente al municipio de Los Rábanos.

## Historia
El censo de Pecheros de 1528, en el que no se contaban eclesiásticos, hidalgos y nobles, registraba la existencia 4 pecheros, es decir unidades familiares que pagaban impuestos. En el documento original aparece como Blasco Nuño, perteneciente al Sexmo de Lubia.
A la caída del Antiguo Régimen la localidad se constituye en granja del municipio constitucional de Tardajos de Duero, conocido entonces como Tardajos y granjas (Blasconuño y Matamala) en la región de Castilla la Vieja, partido de Soria, que en el censo de 1842 contaba con 77 hogares y 310 vecinos.